# Vulsor penicillatus
Vulsor penicillatus is een spinnensoort uit de familie Viridasiidae. De wetenschappelijke naam van de soort werd voor het eerst geldig gepubliceerd in 1896 door Eugène Simon.